# Acharya (bướm đêm)
Acharya là một chi bướm đêm thuộc họ Erebidae.

## Các loài
- Acharya crassicornis Moore, 1882
- Acharya franconia (Swinhoe, 1903)